# Chariesthes chassoti
Chariesthes chassoti là một loài bọ cánh cứng trong họ Cerambycidae.